# Episodi de I segreti di Sulphur Springs (prima stagione)
La prima stagione della serie televisiva I segreti di Sulphur Springs (Secrets of Sulphur Springs), composta da undici episodi, è stata trasmessa negli Stati Uniti su Disney Channel dal 15 gennaio al 12 marzo 2021.
In Italia è stata pubblicata su Disney+ il 20 ottobre 2021.
| nº | Titolo originale                 | Titolo italiano                      | Prima TV USA     | Pubblicazione Italia |
| -- | -------------------------------- | ------------------------------------ | ---------------- | -------------------- |
| 1  | Once Upon a Time                 | C'era una volta                      | 15 gennaio 2021  | 20 ottobre 2021      |
| 2  | Somewhere in Time                | Da qualche parte nel tempo           | 15 gennaio 2021  | 20 ottobre 2021      |
| 3  | Straight Outta Time              | Totalmente fuori tempo               | 15 gennaio 2021  | 20 ottobre 2021      |
| 4  | Time to Face the Music           | È ora di affrontare la musica        | 22 gennaio 2021  | 20 ottobre 2021      |
| 5  | Parsley, Sage, Rosemary and Time | Prezzemolo, salvia, rosmarino e timo | 29 gennaio 2021  | 20 ottobre 2021      |
| 6  | Time Warped                      | Distorsione temporale                | 5 febbraio 2021  | 20 ottobre 2021      |
| 7  | Long Time Gone                   | Molto tempo fa                       | 12 febbraio 2021 | 20 ottobre 2021      |
| 8  | If I Could Turn Back Time        | Se potessi mandare indietro il tempo | 19 febbraio 2021 | 20 ottobre 2021      |
| 9  | As Time Goes By                  | Mentre il tempo passa                | 26 febbraio 2021 | 20 ottobre 2021      |
| 10 | No Time Like The Present         | Niente è come il presente            | 5 marzo 2021     | 20 ottobre 2021      |
| 11 | Time After Time                  | Continuamente                        | 12 marzo 2021    | 20 ottobre 2021      |